# Janet Lewis
Janet Loxley Lewis (Chicago, 17 agosto 1899 – Los Altos, 1º dicembre 1998) è stata una scrittrice e poetessa statunitense.

## Biografia
Nata a Chicago il 17 agosto 1899, ha frequentato l'Università della città natale dove ha stretto amicizia con Glenway Wescott e il futuro marito Yvor Winters.
Il suo esordio letterario è avvenuto nel 1922 con la raccolta di liriche The Indians in the Woods sulla vita dei nativi americani, mentre la sua prima opere di narrativa, The Invasion, storia del matrimonio tra un commerciante irlandese e la figlia di un capo Ojibway, è uscita 10 anni dopo.
Ha ottenuto popolarità nel 1941 con la pubblicazione del romanzo storico La moglie di Martin Guerre, ispirato al celebre caso giudiziario di Martin Guerre e trasposto in pellicola cinematografica nel 1983.
Membra dell'American Academy of Arts and Sciences dal 1992, è morta a 99 anni il 1º dicembre 1998 a Los Altos, in California.

## Opere

### Narrativa
- The Invasion: A Narrative of Events Concerning the Johnston Family of St. Mary's (1932)
- The Wife of Martin Guerre (1941)
  - La sposa di Martin Guerre, Milano, Selezione dal Reader's Digest, 1969
  - La moglie di Martin Guerre, Roma, Racconti, 2022 traduzione di Eva Allione ISBN 978-88-99767-90-7.
- Good-bye, Son, and Other Stories (1946)
- The Trial of Soren Qvist (1947)
- The Ghost of Monsieur Scarron (1959)
- Against a Darkening Sky (1985)

### Poesia
- The Indians in the Woods (1922) (Nuova ed. 1980)
- The Wheel in Midsummer (1927)
- The Earth-Bound' (1946)
- Poems 1924 – 1944 (1950)
- The Ancient Ones (1979)
- Poems Old and New 1918 – 1978 (1981)
- Late Offerings (1988)
- Janet and Deloss: Poems and Pictures (1990)
- The Dear Past and other poems 1919 – 1994 (1994)
- The Selected Poems of Janet Lewis (2000)

### Libretti d'opera
- The Wife of Martin Guerre (1956)
- The Last of the Mohicans (1976)
- The Birthday of the Infanta (1979)
- The Swans (1986)
- The Legend (1987)
- Mulberry Street (1988)

## Adattamenti cinematografici
- Il ritorno di Martin Guerre (Le retour de Martin Guerre), regia di Daniel Vigne (1983)

## Premi e riconoscimenti
- Shelley Memorial Award: 1948
- Guggenheim Fellowship: 1950[7]
- Robert Kirsch Award: 1985 alla carriera[8]